# 屍開殺戒 塵歸塵
《召喚惡靈》（Pumpkinhead: Ashes to Ashes）是2006年一部電視電影，

## 演員
道格·布萊德利飾演弗雷澤醫生
藍斯·漢里克森飾演艾德哈利
麗莎·麥愛麗絲特飾演達莉亞華萊士
泰絲·潘澤爾飾演莫莉蘇艾倫
伊曼紐·帕武飾演奧利佛艾倫
伊歐娜·金吉納飾演艾莉約翰遜
道格拉斯·羅伯茲飾演邦特華萊士
拉杜·艾科比安飾演李奇
卡塔琳·帕拉希夫飾演羅尼約翰遜
丹‧阿提萊努飾演布洛克警長
迪庫·奧雷爾飾演蒂尼·華萊士
尤利安·格麗塔飾演小華萊士
琳恩·維拉爾飾演哈吉斯
艾米爾·霍斯蒂納飾演萊尼
菲利普·鮑恩飾演麥吉牧師
瓦西萊斯庫·瓦倫丁飾演副手班
巴特·西德爾斯飾演弗雷德
米爾恰‧斯托伊安飾演本森探員
拉杜·班札魯飾演特務黑衣人

## 發行
《召喚惡靈》於2006年10月28日在Syfy頻道首播，並於2007年3月27日發行家庭錄影帶。

## 外部連結
- 互联网电影数据库（IMDb）上《屍開殺戒 塵歸塵》的资料（英文）
- AllMovie上《屍開殺戒 塵歸塵》的资料（英文）